# Pirí Lugones
Susana Lugones Aguirre (Buenos Aires, 30 de abril de 1925-ibídem, 17 de febrero de 1978), más conocida como Pirí Lugones, fue una escritora, periodista, editora y traductora argentina. A los cincuenta y dos años de edad, el 20 de diciembre de 1977, fue secuestrada ilegalmente por los "grupos de tareas" durante la dictadura militar que gobernó el país entre 1976 y 1983.

## Biografía
Pirí era la hija de Leopoldo "Polo" Lugones, hijo a su vez del famoso poeta del mismo nombre, y de Carmen Aguirre, hija del reconocido pianista y compositor Julián Aguirre. Tenía una hermana mayor, Carmen, apodada Babú. Su padre, conocido como "Polo" Lugones, es famoso por haber desarrollado la picana eléctrica durante el gobierno de facto del General  José Félix Uriburu. Pirí, por su parte, tuvo siempre una ideología completamente diferente que la llevaría a militar en las filas de izquierda política y a ser considerada "subversiva" y posteriormente desaparecida por el gobierno militar del autodenominado Proceso de Reorganización Nacional. Solía presentarse como "Pirí Lugones, nieta del poeta, hija del torturador". Odiaba a su padre y fue, según se presume, torturada durante su confinamiento ilegal con el mismo elemento de tortura que él había creado: la picana.
Ejerció como docente y, más tarde, ingresó en la Facultad de Filosofía y Letras de la Universidad de Buenos Aires para estudiar la carrera de Letras. Allí conoció a quien sería su esposo y con quien tendría tres hijos, Carlos Peralta. En 1958 se separó.
Durante los años setenta se unió a las Fuerzas Armadas Peronistas y, posteriormente, a Montoneros. Sus misiones consistieron principalmente en tareas de inteligencia, prensa y trabajos de caridad. Era amiga de otros militantes, tales como Paco Urondo, Juan Gelman, Lili Massaferro, Jorge Cedrón y Rodolfo Walsh (con quien convivió durante un tiempo en el Tigre), entre otros.
Fue secuestrada por un comando de la Armada el 20 de diciembre de 1977 y, aunque nunca se conoció la fecha exacta de su asesinato, este se estima el 17 de febrero de 1978.